# باشگاه ورزشی هورسنس
باشگاه ورزشی هورسنس (انگلیسی: AC Horsens) یک باشگاه فعال در سوپر لیگ فوتبال دانمارک است که در شهر هورسنس واقع شده‌است.